# Rikako Kobayashi
Pour les articles homonymes, voir Kobayashi.
Rikako Kobayashi (小林 里歌子, Kobayashi Rikako), née le 21 juillet 1997, est une footballeuse internationale japonaise.

## Biographie

### En club
Kobayashi commence sa carrière en 2016 avec le club du Nippon TV Beleza.

### En équipe nationale
En 2014, elle est sélectionnée en équipe du Japon des moins de 17 ans pour disputer la Coupe du monde féminine des moins de 17 ans en 2014, remportée par le Japon.
Le 27 février 2019, elle fait ses débuts avec l'équipe nationale japonaise lors de la SheBelieves Cup 2019, contre l'équipe des États-Unis. Elle participe à la Coupe du monde 2019. Elle compte 12 sélections et 4 buts en équipe nationale du Japon.

## Statistiques
Le tableau ci-dessous présente les statistiques de Rikako Kobayashi en équipe nationale
| Équipe du Japon | Équipe du Japon | Équipe du Japon |
| Année           | Matchs          | Buts            |
| --------------- | --------------- | --------------- |
| 2019            | 12              | 4               |
| Total           | 12              | 4               |

## Palmarès
- Vainqueur de la Coupe du monde des moins de 17 ans 2014